# Live-Ism
Live-Ism – koncert zespołu Roxette wydany na VHS i Laserdisc 5 października 1992 roku. Zawiera materiał z koncertu który odbył się w Sydney, Nowej Południowej Walii i Australii nagranego 13 grudnia 1991 roku podczas trwania trasy Join the Joyride! World Tour 1991/92, jak również nagrania zza kulis i kilka teledysków.

## Lista utworów
1. "Hotblooded"
2. "Dangerous"
3. "The Big L."
4. "Watercolours in the Rain"
5. "Church of Your Heart" (teledysk)
6. "Knockin' on Every Door"
7. "Things Will Never Be the Same"
8. "Dressed for Success"
9. "Soul Deep"
10. "The Look"
11. "It Must Have Been Love"
12. "(Do You Get) Excited?" (teledysk)
13. "Joyride"
14. "Perfect Day"
15. "How Do You Do!" (teledysk)